# 莫尔加尔
莫尔加尔（法語：Mauregard，法語發音：[moʁɡaʁ] ⓘ）是法国塞纳-马恩省的一个市镇，属于莫城区。

## 地理
莫尔加尔（49°2'3"N, 2°34'52"E）面积8.67 平方千米，位于法国法蘭西島大區塞纳-马恩省，该省份为法国北部内陆省份，北起瓦兹省，西接埃松省、马恩河谷省、塞纳-圣但尼省和瓦兹河谷省，南至卢瓦雷省，东南接约讷省，东临马恩省和奥布省，东北接埃纳省。
与莫尔加尔接壤的市镇（或旧市镇、城区）包括：法兰西地区特朗布莱、埃皮艾莱卢夫尔、法兰西地区鲁瓦西、韦马尔、勒梅尼勒阿姆洛、新穆西、旧穆西。
莫尔加尔的时区为UTC+01:00、UTC+02:00（夏令时）。

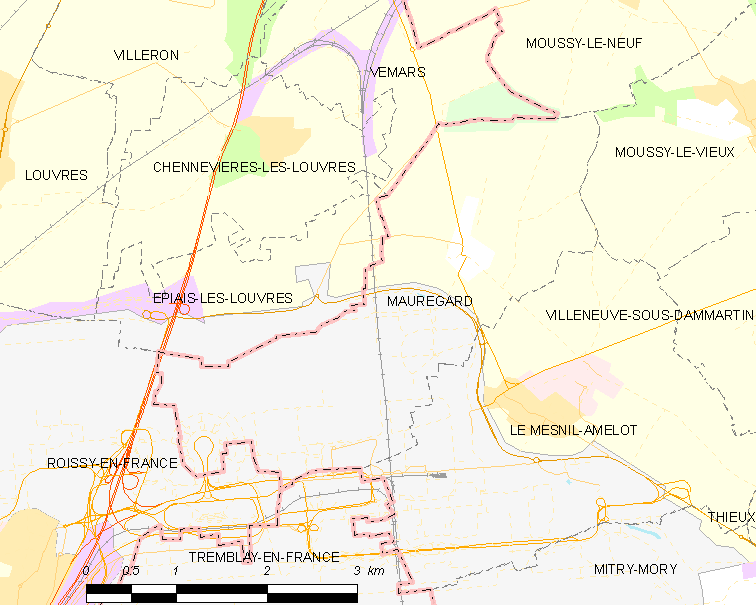
莫尔加尔的OSM定位图

## 行政
莫尔加尔的邮政编码为77990，INSEE市镇编码为77282。

## 政治
莫尔加尔所属的省级选区为米特里-莫里县。

## 人口

1962-2008年间莫尔加尔人口变化图示

莫尔加尔于2022年1月1日时的人口数量为351人。